# LittleBigPlanet 3
LittleBigPlanet 3 — відеогра жанру платформер/головоломка для PlayStation 3 і PlayStation 4, третя частина однойменної франшизи. Проєкт був анонсований компанією Sony на виставці E3 9 червня 2014. Гра вийшла в Північній Америці 18 листопада 2014, в Європі — 26 листопада того ж року.
LittleBigPlanet 3 виконана в «ганчір'яному» стилі, а гравці можуть збирати власні світи та ігри.

## Ігровий процес
Як і попередні ігри серії, гра поєднує в собі елементи платформера з конструктором, що дозволяє створювати оригінальні рівні. Головною особливістю LittleBigPlanet 3 стала кооперативна гра в стилі The Lost Vikings. Крім вже відомого Секбоя, у грі з'явилося три нових героя, що володіють різними здібностями:
- Oddsock: маленький, але швидкий і спритний атлет здатний перестрибувати через стіни, щоб потрапити у важкодоступні місця.
- Swoop: пташка, здатна переносити невеликі предмети.
- Toggle: якщо необхідно піднімати важкі предмети, Toggle перетворюється на силача, а якщо потрібна швидкість, то в маленького бігуна.

Крім того, нові можливості з'явилися і у самого Секбоя. В'язаний воїн навчився дертися і отримав добірку нової зброї, в числі яких Pumpinator, Blink Ball і Hook Hat.
Гравці можуть перенести в LittleBigPlanet 3 всі рівні і варіанти зовнішності персонажів, створені в LittleBigPlanet і LittleBigPlanet 2, отримавши як бонус покращену графіку.

## Озвучка
Британський актор Г'ю Лорі взяв участь у роботі над грою, він озвучив «підступного» персонажа на ім'я Ньютон. Стівен Фрай, який черговий раз став голосом доброзичливого оповідача, який допомагає користувачам зорієнтуватися у світі гри. Крім них до створення LittleBigPlanet 3 залучені такі актори, як Нолан Норт (серія Uncharted), Пітер Серафіновіч (фільм «Зомбі на ім'я Шон») і Тара Стронг (мультсеріал My Little Pony).
| Агрегатор    | Оцінка |
| ------------ | ------ |
| GameRankings | 80.80% |
| Metacritic   | 79/100 |

| Видання      | Оцінка |
| ------------ | ------ |
| Destructoid  | 7.5/10 |
| Eurogamer    | 7/10   |
| GameSpot     | 7/10   |
| GamesRadar+  | [ 10 ] |
| GameTrailers | 9.2/10 |
| IGN          | 6.8/10 |
| Joystiq      | [ 13 ] |
| Polygon      | 7/10   |